# تامی براون (تهیه‌کننده موسیقی)
توماس لی براون (زادهٔ ۱ مهٔ ۱۹۸۶) شناخته شده با نام تامی براون (انگلیسی: Tommy Brown) تهیه‌کننده موسیقی، ترانه‌نویس و رپر اهل ایالات متحده آمریکا است. وی جوایزی از اسکپ دریافت کرده و نامزد دریافت جایزه گرمی شده‌است. وی از سال ۲۰۰۸ میلادی تاکنون مشغول فعالیت بوده‌است.